# Кеннет Брюлле-Ларсен
Кеннет Брюлле-Ларсен (дан. Kenneth Brylle, нар. 22 травня 1959, Копенгаген) — данський футболіст, що грав на позиції нападника. По завершенні ігрової кар'єри — тренер.
Виступав, зокрема, за клуб «Андерлехт», а також національну збірну Данії.
Чемпіон Данії. Дворазовий чемпіон Бельгії. Дворазовий володар Суперкубка Бельгії. Володар Кубка УЄФА.

## Клубна кар'єра
У дорослому футболі дебютував 1977 року виступами за команду «Відовре», в якій провів один сезон, взявши участь у 33 матчах чемпіонату.
Протягом 1979 року захищав кольори клубу «Вайле».
Своєю грою за останню команду привернув увагу представників тренерського штабу клубу «Андерлехт», до складу якого приєднався 1979 року. Відіграв за команду з Андерлехту наступні п'ять сезонів своєї ігрової кар'єри. Більшість часу, проведеного у складі «Андерлехту», був основним гравцем атакувальної ланки команди. У складі «Андерлехту» був одним з головних бомбардирів команди, маючи середню результативність на рівні 0,41 гола за гру першості. За цей час виборов титул чемпіона Бельгії, ставав володарем Кубка УЄФА.
Згодом з 1984 по 1992 рік грав у складі команд ПСВ, «Марсель», «Брюгге», «Сабадель», «Брюгге», «Беєрсхот» та «Льєрс». Протягом цих років додав до переліку своїх трофеїв ще один титул чемпіона Бельгії.
Завершив ігрову кар'єру у команді «Кнокке», за яку виступав протягом 1992—1996 років.

## Виступи за збірні
У 1976 році дебютував у складі юнацької збірної Данії (U-19), загалом на юнацькому рівні взяв участь у 6 іграх, відзначившись 4 забитими голами.
Протягом 1979–1983 років залучався до складу молодіжної збірної Данії. На молодіжному рівні зіграв у 9 офіційних матчах, забив 3 голи.
У 1980 році дебютував в офіційних матчах у складі національної збірної Данії.
У складі збірної був учасником чемпіонату Європи 1984 року у Франції. Кеннет Брюлле-Ларсен вийшов на заміну захисникові Оле Расмуссену у матчі групового турніру Данія — Бельгія, за рахунку 2:1 на користь бельгійців. Через кілька хвилин саме він зрівняв рахунок у поєдинку, який завершився перемогою його збірної 3:2.
Брюлле-Ларсен також з'явився на полі у додатковий час півфінального матчу Іспанія — Данія, замінивши Мортена Ольсена.
Загалом протягом кар'єри в національній команді, яка тривала 9 років, провів у її формі 16 матчів, забивши 2 голи.

## Кар'єра тренера
Розпочав тренерську кар'єру невдовзі по завершенні кар'єри гравця, 1998 року, очоливши тренерський штаб клубу «Кнокке».
Протягом тренерської кар'єри також очолював команди «Остенде», «Ендрахт», «Вайт Стар Лауве», «Вільсбеке» та «Відовре».
Наразі останнім місцем тренерської роботи був клуб «Відовре», головним тренером команди якого Кеннет Брюлле-Ларсен був з 2009 по 2010 рік.

## Титули і досягнення

### Командні
- Чемпіон Данії (1):

«Вайле»: 1978
- Чемпіон Бельгії (2):

«Андерлехт»: 1980—1981
«Брюгге»: 1987—1988
- Володар Суперкубка Бельгії (2):

«Брюгге»: 1986, 1988
- Володар Кубка УЄФА (1):

«Андерлехт»: 1982–1983

### Особисті
- Найкращий бомбардир: Кубок УЄФА 1987-1988 (6 м'ячів, разом з Кальманом Ковачем та Дімітрісом Саравакосом)